# HMS Cleopatra (33)
Pour les autres navires du même nom, voir HMS Cleopatra.
Le HMS Cleopatra est un croiseur léger de classe Dido en service dans la Royal Navy pendant la Seconde Guerre mondiale.

## Historique
Le Cleopatra se rend à Gibraltar au début de 1942 et, le 9 février, faut route pour Malte, où il est précocement endommagé par une bombe. Après des réparations, il est transféré à Alexandrie au début du mois de mars, rejoignant le 15e escadron de croiseurs. Il fut le vaisseau amiral de l'amiral Philip Vian lors de la Seconde bataille de Syrte, lorsque son groupe de quatre croiseurs légers et de 17 destroyers engagea une force italienne qui comprenait le cuirassé Littorio, deux croiseurs lourds, un croiseur léger et 10 destroyers, tous envoyés pour intercepter un convoi pour Malte. Pendant l'engagement, les radars et les stations sans fil du Cleopatra furent détruits par un obus de 6 pouces tiré par le croiseur italien Giovanni delle Bande Nere. D'autres rapports indiquent que les tourelles du Cleopatra furent également endommagées.
En juin 1942, il couvre les opérations Harpoon et Vigorous, bombardant Rhodes en août pour faire diversion de l'opération Pedestal.

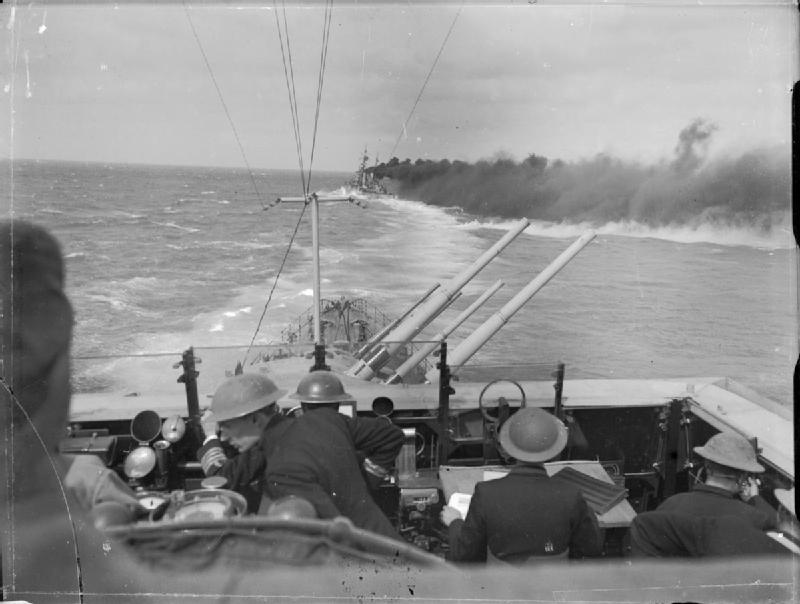
Le Cleopatra mettant en place un écran de fumée et l' (au premier plan), passant à l'action lors de la Seconde bataille de Syrte le 22 mars 1942.

Le Cleopatra est mis en cale sèche à Massawa le 19 septembre 1942 pour des réparations mineures qui dureront cinq jours. Lors du remplissage de la forme de radoub, la coque glissa de la cale sèche inclinée, écrasant chaque bloc de quille en bois sur le quai, mais subissant peu de dommages à la coque. Le capitaine G. Grantham, considérant la fuite qui en résultait comme un problème mineur, ordonna immédiatement sa remise en service.
En janvier 1943, le Cleopatra rejoint la Force K, puis la Force Q à Bône, où il attaque les convois de l'Axe à destination et en provenance de la Tunisie. Affecté plus tard à la 12e escadron de croiseurs, le navire participe aux débarquements en Sicile en juin, appuyant les positions de l'armée à terre. Le 16 juillet 1943, le Cleopatra est torpillé par le sous-marin italien Dandolo où il est de nouveau gravement endommagé. Après des réparations temporaires à Malte jusqu'en octobre 1943, il rejoint Philadelphie pour des réparations complètes qui s'achevèrent en novembre 1944. En 1945, il se rendit aux Indes orientales, où il fut le premier navire arrivant dans la base nouvellement reconquise de Singapour.
Après la guerre, il sert avec le 5e escadron de croiseurs dans les Indes orientales jusqu'à son retour à Portsmouth le 7 février 1946 pour un nouveau radoub. Il opère ensuite dans le 2e escadron de croiseurs de la Home Fleet de 1946 à début 1951 et après une refonte majeure et des modifications de son armement. à la fin de 1951, il opère en Méditerranée, et en 1953, apparaît dans le film de C. S. Forester Marin du roi, où il joue les navires fictifs de la Royal Navy "HMS Amesbury" et "HMS Stratford". Il revient ensuite à Chatham le 12 février 1953 pour être placé en réserve. En juin 1953, il participe à la Revue de la flotte pour célébrer le couronnement de la reine Élisabeth II. De la fin de 1953 à 1956, il est le vaisseau amiral de l'escadron de réserve. Le 15 décembre 1958, il arrive à Newport et vendu à la société John Cashmore Ltd pour démolition.

## Commandement
- Captain Matthew Sausse Slattery du 10 juin 1941 au 17 mars 1942.
- Captain Guy Grantham du 17 mars 1942 au 26 octobre 1942.
- Captain John Felgate Stevens du 26 octobre 1942 au 28 juillet 1943.
- Commander Maurice James Ross du 28 juillet 1943 au 31 janvier 1944.
- Commander Geoffrey Lyttelton Lowis du 31 janvier 1944 à mai 1944.
- Commander Robert Mylcraine Freer de mai 1944 au 1er septembre 1944.
- Captain Ballin Illingworth Robertshaw du 1er septembre 1944 au 8 mai 1946.